# Frank Johnston (político)
John Franklin Johnston (Winnipeg, 3 de setembro de 1929) é um político canadense. Ele era um membro da Assembleia Legislativa de Manitoba 1969-1988, e serviu como ministro do governo de Sterling Lyon.